# Nesbyen
Nesbyen és un municipi situat al comtat de Buskerud, Noruega. Té 3.422 habitants (2016) i té una superfície de 810 km². El centre administratiu del municipi és el poble de Nesbyen.
El municipi es troba a la vall i districte tradicional de Hallingdal. Limita al nord amb el municipi de Gol, a l'est amb Sør-Aurdal, a l'oest amb Flå, al sud-est amb Nore og Uvdal i a l'est amb Ål.
La majoria dels residents viuen als pobles de Nesbyen, Espeset, Eidal, Sjong, Børtnes, Bromma, Svenkerud, i Liodden.